# 上高镇站
上高镇站，位于中华人民共和国山东省泰安市泰山区上高街道，建于1974年，为中国铁路济南局集团兖州车务段管辖的四等站。
客运车现只有辛泰铁路7053/4次普通旅客列车往返经停上高街道办事处。

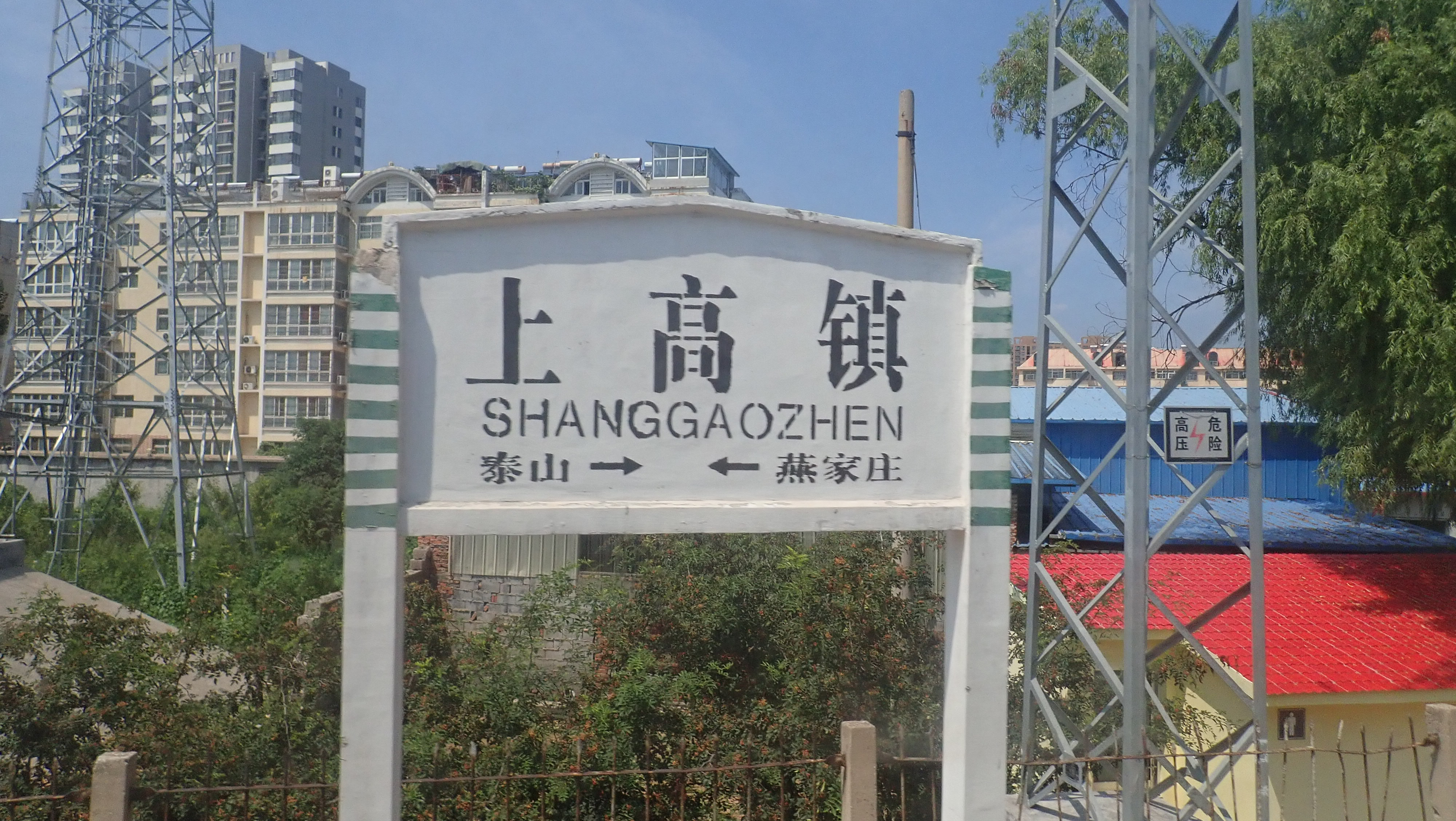
2018年，7054次列车上拍摄的上高镇站站牌

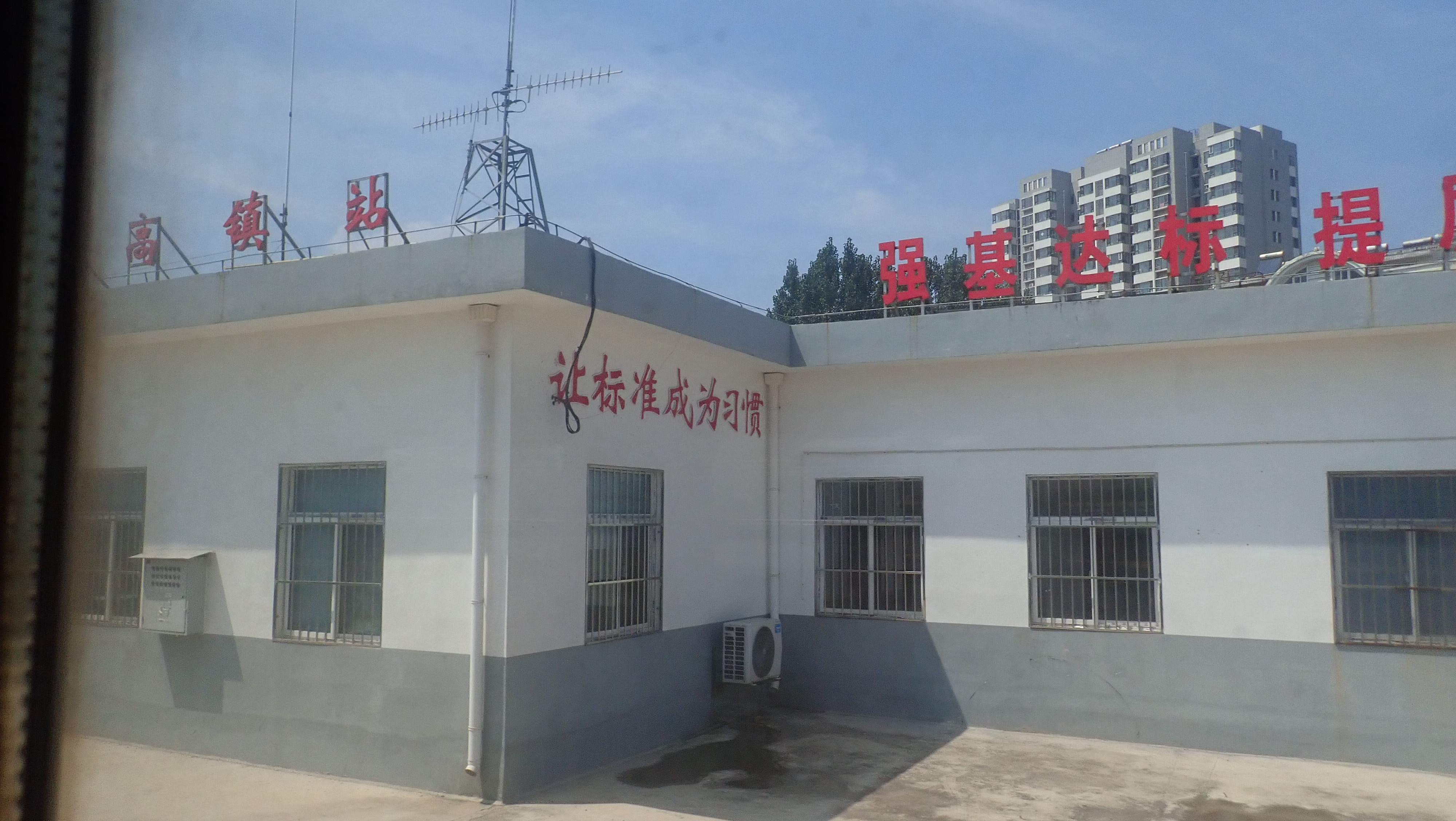
2018年，7054次列车上拍摄的上高镇站站房

其客货兼运。危险货物仅办理农药、化肥发到。